# خانه‌های بریم شماره ۲۰۶
خانه‌های بریم شماره ۲۰۶ مربوط به دوره پهلوی دوم است و در شهرستان‌آبادان، بخش مرکزی، منطقه مسکونی بریم، پلاک ۲۰۶ واقع شده و این اثر در تاریخ ۶ اسفند ۱۳۸۵ با شمارهٔ ثبت ۱۷۴۱۱ به‌عنوان یکی از آثار ملی ایران به ثبت رسیده است.